# Eremippus betpakdalensis
Eremippus betpakdalensis är en insektsart som beskrevs av Skopin 1961. Eremippus betpakdalensis ingår i släktet Eremippus och familjen gräshoppor. Inga underarter finns listade i Catalogue of Life.